# Tinerkouk
Tinerkouk est une commune de la wilaya de Timimoun en Algérie. Sa population est composée de zénètes arabophones.

## Géographie

### Situation
Le territoire de la commune de Tinerkouk se situe au nord-est de la wilaya d'Adrar. Son chef-lieu est situé à 223 km à vol d'oiseau au nord-est d'Adrar et à 277 km par la route.
| Ksar Kaddour | El Abiodh Sidi Cheikh (Wilaya d'El Bayadh) | El Menia (Wilaya de Ghardaïa) |
| Ksar Kaddour | Tinerkouk                                  | Timimoun                      |
| Ouled Saïd   | Timimoun                                   | Timimoun                      |

### Localités de la commune
En 1984, la commune de Tinerkouk est constituée à partir des localités suivantes :
- Zaouiet Debbagh
- Taantast
- Tabelkouza
- Tazliza
- Aïn Hamou
- Fatis
- Oudghagh
- Benzita

## Transports
La ville est desservie par la route nationale (RN118) qui la relie à la route nationale (RN 6B) vers le Nord à 25 km au sud d'El Bnoud (El Bayadh) jusqu'au Sud à Timimoun. L'aéroport civil le plus proche est celui de Timimoun, situé à 75 kilomètres.

## Santé
Les consultations spécialisées ainsi que les hospitalisations des habitants de cette commune se font dans l'un des hôpitaux de la wilaya d'Adrar:
- Hôpital Ibn Sina d'Adrar[4].
- Hôpital Mohamed Hachemi de Timimoun[5].
- Hôpital de Reggane.
- Hôpital Noureddine Sahraoui d'Aoulef[6].
- Hôpital de Bordj Badji Mokhtar[7].
- Hôpital de Zaouiet Kounta[8].
- Pôle hospitalier de Tililane[9].
  - Hôpital général de 240 lits[10].
  - Hôpital gériatrique de 120 lits.
  - Hôpital psychiatrique de 120 lits.
  - Centre anti-cancer de 120 lits.

## Économie
La région est connue pour sa production de dattes et le développement d'une culture maraichère.
Le gouvernement algérien compte faire de la ville en 2022 comme la première ville du sud en termes de production cinématographique, cela a été motivé par tous les atouts naturels de la région et la présence de plusieurs sites archéologiques de grand intérêt.
La ville est également un important carrefour commercial entre les trois wilayas limitrophes, celles de Ghardaïa, El Adrar et El Bayadh.